# Cuilco
Cuilco est une ville du Guatemala dans le département de Huehuetenango.